# 영동 이의정 유적
영동 이의정 유적(永同 李義精 遺蹟)은 충청북도 영동군 양산면 봉곡리에 있는, 임진왜란 때 진주성 싸움에서 순절한 이의정 장군의 유적지이다. 1986년 4월 28일 충청북도의 문화재자료 제6호로 지정되었다.

## 개요
임진왜란 때 진주성 싸움에서 순절한 이의정 장군의 유적지이다.
이의정(1555∼1593) 장군은 고려 후기 문인 이규보의 8대손으로 조선 선조 16년(1583)에 무과에 급제하였다. 임진왜란이 일어나자 의병을 모집하여 선조 26년(1593)에 진주성 싸움에 참여하였다가 성이 함락되자 김천일, 최경회 장군과 더불어 석강에 투신, 순국하였다. 묘소는 장군이 살던 뒷산 남향 기슭에 있으며, 장군은 진주 충열사에 위패를 모셨다.
정문은 이의정 장군의 충절을 기리기 위하여 세운 것이며, 신도비는 정조 20년(1796) 송환기가 지어 강택중이 새긴 것을 순조 원년(1801)에 세웠다. 정려각은 경종 2년(1722)에 내려졌다.

## 참고 자료
- 영동 이의정 유적 - 국가유산청 국가유산포털